# Valeria Baroni
Valeria Baroni (ur. 6 października 1989 w Buenos Aires) – argentyńska aktorka, piosenkarka i tancerka, znana z roli Lary z argentyńskiej telenoweli Violetta. Wystąpiła też w kinowym High School Musical: El Desafio i w głównej roli w  serialu telewizyjnym wyprodukowanym przez Disney Channel Latinoamérica: Highway: Rodando la Aventura. W latach 2009–12 prowadziła reality show Zapping Zone.

## Filmografia
- High School Musical: la selección
- High School Musical: El Desafio
- Highway: Rodando la Aventura
- Violetta

## Dyskografia
- Actuar, bailar, cantar – 2007 – High School Musical: la selección
- We're all in this together – 2007 – High School Musical: la selección
- Fame – 2007 – High School Musical: la selección
- Yo quiero ser una estrella – 2007 – High School Musical: la selección
- Qué viene aquí (What Time is It?) – 2007 – High School Musical: la selección
- Yo llevo un amor – 2007 – High School Musical: la selección
- Si se lo contás – 2007 – High School Musical: la selección
- Eres la música en mí (You Are the Music in Me) – 2007 – High School Musical: la selección
- La canción que yo te quiero regalar – 2007 – High School Musical: la selección
- Todos Para Uno (All for One) – 2007 – High School Musical: la selección
- Algo empieza a cambiar – 2007 – High School Musical: la selección
- El verano terminó – 2008 – High School Musical: El Desafío
- Superstar – 2008 – High School Musical: El Desafío
- Soy así – 2009
- Highway – 2010 – Highway: Rodando la Aventura
- Amigas por siempre – 2010 – Highway: Rodando la Aventura
- Nuestro amor – 2010 – Highway: Rodando la Aventura
- 911 – 2010 – Highway: Rodando la Aventura
- Blablabla – 2010 – Highway: Rodando la Aventura
- La voz – 2010 – Highway: Rodando la Aventura
- Te sigo esperando (feat. Iván Zavala) – 2014